# Brachypeza laotica
Brachypeza laotica är en orkidéart som först beskrevs av Gunnar Seidenfaden, och fick sitt nu gällande namn av Gunnar Seidenfaden. Brachypeza laotica ingår i släktet Brachypeza och familjen orkidéer. Inga underarter finns listade i Catalogue of Life.